# Río Huamanzaña
El río Chao o Huamanzaña es un corto río de la vertiente del Pacífico, localizado en la costa norte del Perú, en el Departamento de La Libertad.

## Cuenca
Su cuenca hidrográfica está en las provincias de Virú, Julcán y Santiago de Chuco pertenecientes al Departamento de La Libertad, abarcando 1.558 km². 
La cuenca del río Chao limita por el norte con la cuenca del río Virú; por el sur y por el Este, con la cuenca del río Santa; y por el oeste, con el océano Pacífico. 
El río Chao, se forma de la unión de dos ríos principales, Chorobal y Huamanzaña, que se unen aguas debajo de la carretera Panamericana. Tiene su origen al pie del cerro Ururupa, en las proximidades del Paraje Los Toritos, a  aproximadamente 4.050 m. Según la nomenclatura establecida por el Autoridad Nacional del Agua en el  documento Priorización de Cuencas para la Gestión de Recursos Hidrícos de julio del 2016, el río Huamanzaña llega hasta la desembocadura en el Océano Pacífico, de esta forma el río Chorobal sería su afluente.
El río es alimentado principalmente con  las precipitaciones estacionales en las alturas del flanco occidental de la cordillera de los Andes.